# 瓦季姆·菲拉什金
瓦季姆·谢尔盖耶维奇·菲拉什金（烏克蘭語：Вадим Сергійович Філашкін；1975年6月14日—）是乌克兰政治人物，自2023年12月27日起担任顿涅茨克州州长。